# 則元卯太郎

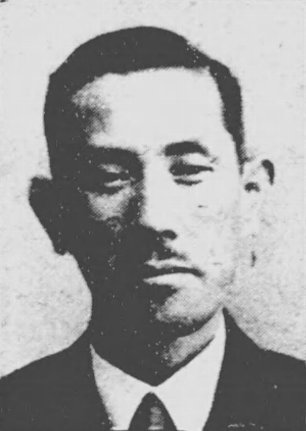
則元卯太郎

則元 卯太郎（のりもと うたろう、1891年（明治24年）11月20日 - 1944年（昭和19年）7月16日）は、日本の衆議院議員（立憲民政党）、弁護士。

## 経歴
長崎県長崎市出身。父は衆議院議員則元由庸。長崎県立長崎中学校、第五高等学校を経て、1917年（大正6年）に東京帝国大学法科大学英法科を卒業した。同年に長崎市で弁護士を開業した。1930年（昭和5年）、長崎日日新聞社副社長に就任した。
1921年（大正10年）より長崎市会議員に6度当選し、副議長にも選出された。また1923年（大正12年）より長崎県会議員に3度当選し、副議長に選出された。
1938年（昭和13年）、衆議院に補欠当選を果たし、1942年（昭和17年）の第21回衆議院議員総選挙でも再選された。
その他に朝鮮新聞社取締役、長崎弁護士会会長などを務めた。